# Порозово
Порозово (на руски: Порозово) е малко село в Заволжки район, Ивановска област в Русия.
Селото се намира на река Волга, на 3 km от града Заволжск. В близост до селото има мост.

## Галерия
- Мост